# Centrosom
Centrosom je organel, ki služi kot glavni organizacijski center mikrotubulov znotraj živalske celice. Hkrati ima pomembno regulatorno vlogo v celičnem ciklu, ki zajema interfazo in mitozo. Izraz centrosom izvira iz grščine, pri čemer latinska beseda centrum pomeni center, medtem ko izraz sōma prevajamo kot telo. Rastlinske in glivne celice centrosomov nimajo, saj naj bi se ti organeli v evkariontski celici pojavili šele po ločitvi evolucijskih vej rastlin, gliv in živali. Zaradi tega je centrosom eden izmed kriterijev, ki omogoča prepoznavanje živalskih celic. Glive in rastline uporabljajo druge subcelularne strukture za organizacijo mikrotubulov med delitvijo. Prisotnost centrosoma je nujna za učinkovit potek mitoze v živalskih celicah, obstajajo pa tudi izjeme, kot so razne muhe in ploski črvi.
Centrosom sestavljata dva centriola, ki sta postavljena približno pravokotno drug na drugega in se stikata v svojih koncih. Centriola obkroža gosta masa snovi iz različnih beljakovin, ki je v literaturi pogosto imenovana pericentriolarni material (PCM). Ta vsebuje beljakovine, ki so odgovorne za sintezo (nukleacijo) in pritrjevanje mikrotubulov; sem spadajo (gama) γ-tubulin, pericentrin in ninein. Zgradba centriolov je natančno določena, pri čemer je vsak sestavljen iz devetih trojčkov mikrotubulov, ki so razporejeni v obliki večkrake zvezde, in beljakovin centrina, ceneksina ter tektina. V več celičnih tipih se centrosom med celično diferenciacijo nadomesti z migetalkami, ki se ob morebitni vnovični celični delitvi pretvorijo nazaj v centrosom.

## Funkcija
Centrosomi se povezujejo z jedrno ovojnico med profazo celičnega cikla. V mitozi jedrna ovojnica razpade in mikrotubuli, ki izvirajo iz centrosoma, se lahko povežejo s kromosomi, ki so nastali s spiralizacijo posameznih molekul kromatina, pri čemer se postopoma oblikuje nitasta struktura, ki se imenuje delitveno vreteno. To je bipolarno in sestavljeno iz dveh centrosomov, iz katerih izhajajo tako imenovane niti delitvenega vretena (mikrotubuli). Poznamo tri glavne tipe niti: astralne (v periferiji centrosomov), kinetohorne (se pripenjajo na kromosome) in polne oziroma medpolne (izhajajo iz obeh obeh polov in se stikajo na središču celice).
Dva centriola, ki gradita centrosom, poznamo pod izrazoma hčerinski centriol in materinski centriol. Slednji, ki je tudi starejši, ima glavno vlogo pri tvorbi bičkov in migetalk.
Centrosom se podvoji samo enkrat v celičnem ciklu, da lahko vsaka od nastajajočih hčerinskih celic podeduje enega (in posledično tudi dva centriola, ki ga gradita). Njegova podvojitev poteče med S fazo celičnega cikla, ko se podvojuje tudi molekula DNK. Med samo profazo, prvo fazo mitoze, oba centrosoma potujeta na nasprotna konca celice, hkrati se med njima sintetizirajo niti delitvenega vretena, ki se pritrdijo na posebno mesto na površini kromosomov, kinetohor. Vzrok za razmik dveh centrosomov je rast niti delitvenega vretena in delovanje motornih beljakovin. Prisotnost neustreznega števila centrosomov v celici se uporablja v diagnostiki raka. Podvajanje centrosomov je v določenih pogledih podobno podvajanju dednega materiala, saj tudi tukaj pomembno vlogo igra načelo semikonzervativnosti (v vsaki od nastalih struktur se ohrani starejši del, ki se poveže z novo nastalim).
Sami centrioli niso nujni za nemoten potek mitoze. To so odkrili, ko so centriole obsevali s snopom laserske svetlobe, a se je mitoza odvijala normalno in je bilo delitveno vreteno pravilne morfološke oblike. Slednje je razvidno tudi pri vinskih mušicah rodu Drosophila, ki imajo nespremenjen ontogenetski razvoj, četudi so centrioli odsotni zaradi mutacije v genu, ki pogojuje njihovo delitev. Za razliko od centriolov pa so centrosomi nujni za preživetje organizma, saj celicam brez centrosomov manjkajo astralni mikrotubuli, kar denimo vodi v nepravilnosti pri postavitvi delitvenega vretena.
Pri vrsti gliste C. elegans je ob združitvi jajčne celice in spermija v zigoto spermij tisti, ki prispeva par centriolov. Ta dva nato tvorita centrosom, ki zatem sodeluje pri prvi celični delitvi zigote in določi njeno polarnost. Podobno je pri človeški oploditvi, kjer spermalna celica prav tako poskrbi za prisotnost centriolov, ki se povežeta v centrosom, hkrati pa je na tak način ustvarjen sistem mikrotubulov zigote.

## Evolucija centrosoma
Evolucijsko zgodovino centrosoma in centriolov so raziskovali s pomočjo genov, ki kodirajo beljakovine centrine. Ti sodelujejo pri signalizaciji s kalcijem in so nujni za podvajanje centriolov. Deli se jih v dve večji družini in obe sta bili prisotni tudi pri enem izmed zgodaj odcepljenih evkariontov, lambliji vrste Giardia intestinalis. Iz tega dejstva lahko sklepamo, da so bili centrini najverjetneje prisotni že pri skupnem predniku vseh evkariontov. Obenem je znano, da ni nikakršnih centrinom homolognih genov pri bakterijah in arhejah, kar še dodatno potrjuje hipotezo, da so centrini zgolj evkariontska značilnost. Čeprav obstaja več študij o evoluciji centrinov in centriolov, pa za zdaj ni objavljenih takšnih, ki bi obravnavale evolucijsko zgodovino pericentriolarnega materiala.

## Nukleinske kisline in centrosom
V znanstveni študiji iz leta 2006 so ugotovili, da centrosomi znotraj jajčnih celic školjke vrste Spisula solidissima vsebujejo zaporedja ribonukleinske kisline, pri čemer naj bi določeni odseki ustrezali posebnemu tipu RNA-polimeraze (encim, ki tvori molekulo mRNA). Na podlagi tega odkritja je bila postavljena hipoteza, da naj bi se znotraj centrosoma nahajal genom, ki temelji na ribonukleinskih kislinah. Obenem so vzporedne raziskave pokazale, da centrosom ne vsebuje lastnega genoma, ki bi temeljil na molekulah DNK. Kljub temu, da je bilo potrjena povezava med ribonukleinskimi kislinami in centrosomom, so bila ta zaporedja najdena tudi znotraj jedra. Dodatni dvom sproža spoznanje, da se lahko centrosomi znova tvorijo de novo, četudi so bili odstranjeni iz celic z lasersko svetlobo, kar nakazuje na pomembnost genov znotraj celičnega jedra pri tvorbi centrosomov. Zaradi tega prisotnost in tip nukleinskih kislin znotraj centrosoma za zdaj še vedno ostajata vprašanje.

## Odkritje
Centrosom je leta 1833 odkril citolog Edouard Van Beneden, šele leta 1888 pa ga je nemški zoolog Theodor Boveri poimenoval in opisal.